# This Used to Be My Playground
"This Used to Be My Playground" singl je američke pjevačice Madonne koja je nastao u suradnji sa Shepom Pettiboneom. Pjesma je snimljena kao glavna tema filma A League of Their Own. U filmu su glavne uloge tumačili Madonna, Tom Hanks, Geena Davis i Rosie O'Donnell.

## O pjesmi
Pjesmu su napisali Madonna i Shep Pettibone kao jednu od zadnjih tijekom stvaranja albuma Erotica. Kao singl je pjesma izdana u ljeto 1992. i postala svjetski hit. Ovo je bio Madonnin 10. broj 1 na američkoj ljestvici Billboard Hot 100, a na 1. mjestu je proveo 1 tjedan. Singl je u Ujedinjenom Kraljevstvu dospio na 3. mjesto, te je bio još jedan Top 5 singl. U većini zemalja je singl bio ili na prvom mjestu ili unutar prvih 5.
Iako se pjesma nalazila u filmu, nije bila uključena na soundtrack. Ali nalazila se na kompilacijskom albumu Barcelona Gold inspiriranom Barceloni kao gradu domaćinu Olimpijskih igara 1992. godine. Madonna je 1995. uključila pjesmu na kompilaciju svojih najvećih balada, Something to Remember.
Unatoč velikom komercijalnom uspjehu pjesme, Madonna ju nikada nije izvodila na koncertima ili na događanjima.

## Službene verzije
1. Album Version - 4:42
2. Single Version - 5:06
3. Video Version - 4:58
4. Long Version - 6:03
5. Movie Version (Without sound effects) - 6:56
6. Movie Version (With sound effects)/Film Version - 6:42
7. Instrumental - 6:54

## Popis formata i pjesama

### US - Kaseta i 7" singl
1. "This Used To Be My Playground" (Single Version)
2. "This Used To Be My Playground" (The Long Version)

### Europa - CD Singl
1. "This Used To Be My Playground" (Single Version) - 5:06
2. "This Used To Be My Playground" (Instrumental Version) - 6:54
3. "This Used To Be My Playground" (Long Version) - 6:03

## Na ljestvicama
| Ljestvica (1992)                  | Pozicija |
| --------------------------------- | -------- |
| Australija                        | 9        |
| Austrija                          | 6        |
| Europa                            | 2        |
| Francuska                         | 5        |
| Irska                             | 2        |
| Italija                           | 1        |
| Japan                             | 1        |
| Južnoafrička Republika            | 4        |
| Kanada                            | 1        |
| Nizozemska                        | 8        |
| Norveška                          | 3        |
| Njemačka                          | 6        |
| Španjolska                        | 6        |
| Švedska                           | 1        |
| Švicarska                         | 6        |
| Ujedinjeno Kraljevstvo            | 3        |
| U.S. Billboard Hot 100            | 1        |
| U.S. Billboard Adult Contemporary | 4        |
| U.S. ARC Weekly Top 40            | 1        |